# 田中宏尚
田中 宏尚（たなか ひろひさ、1933年6月9日 - 2011年4月17日）は、日本の農林官僚。林野庁長官、水産庁長官、農林水産事務次官を務めた。北海道室蘭市出身。

## 来歴・人物
1956年に東京大学法学部を卒業し、同年に農林省に入省した。1978年1月に大臣官房予算課長に就任し、1983年7月に大臣官房総務審議官、1984年7月に大臣官房長、1986年9月に林野庁長官、1988年1月に水産庁長官を経て、1989年7月から1990年8月までに農林水産事務次官を務めた。
2011年4月17日敗血症で死去。77歳没。